# Pachyphytum glutinicaule
Pachyphytum glutinicaule är en fetbladsväxtart som beskrevs av Reid Venable Moran. Pachyphytum glutinicaule ingår i släktet Pachyphytum och familjen fetbladsväxter. Inga underarter finns listade i Catalogue of Life.